# SJK Seinäjoki

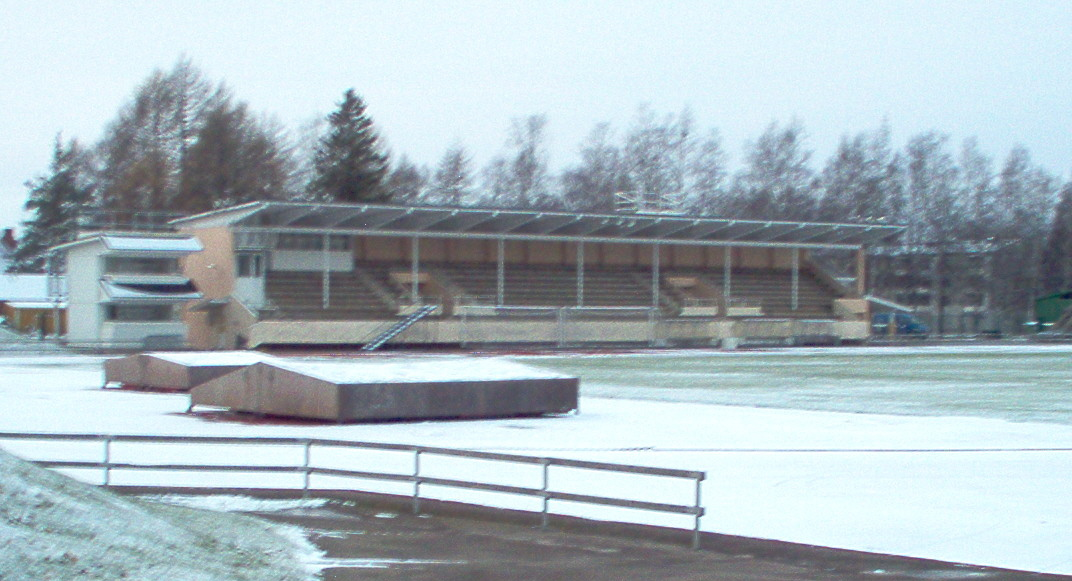
Seinäjoen keskuskenttä en Invierno

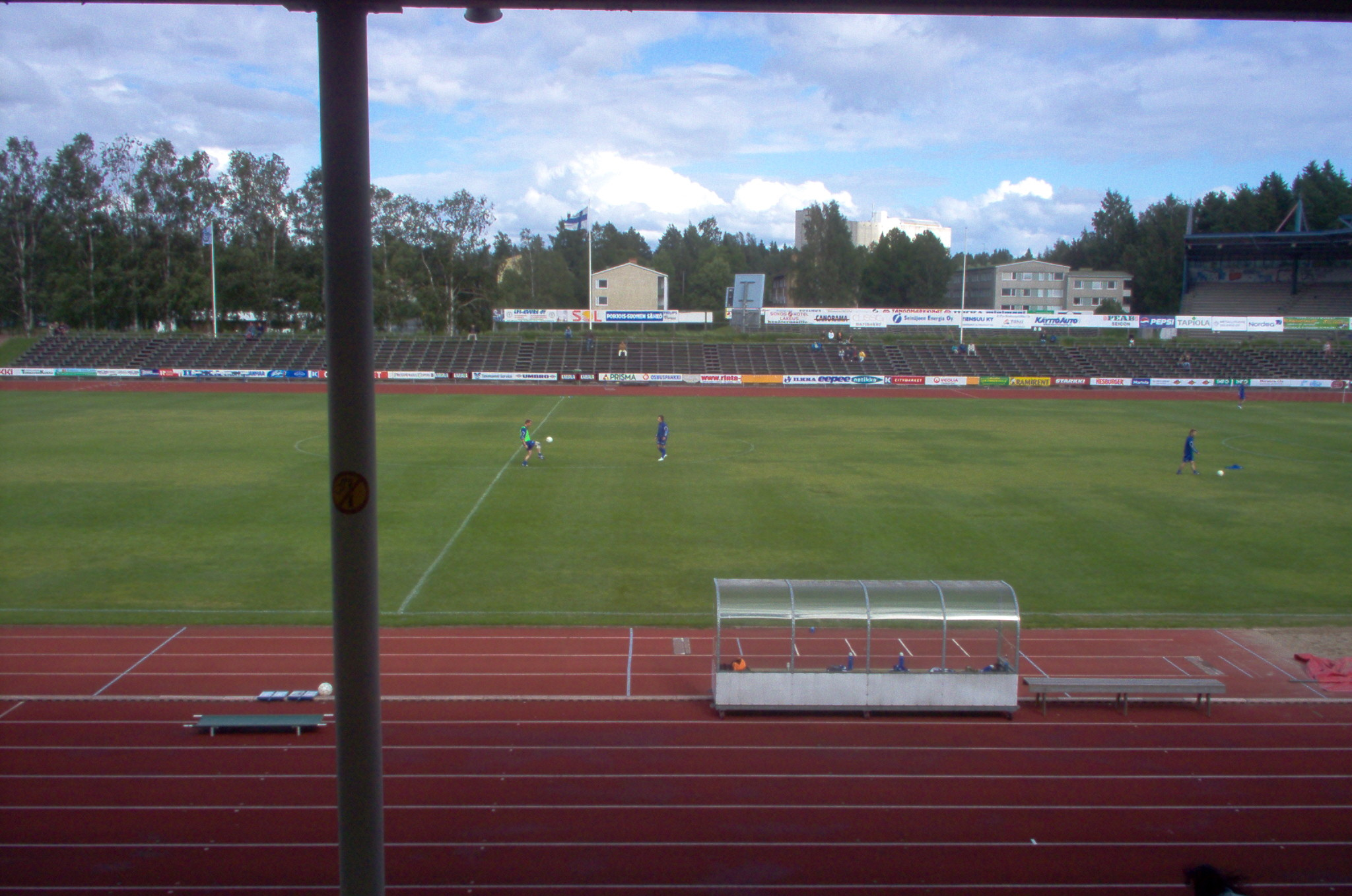
Seinäjoen keskuskenttä en Verano

El Seinäjoen Jalkapallokerho (traducido como "Seinäjoki Fútbol Club") es un equipo de fútbol de Finlandia que juega en la Veikkausliiga, la liga de fútbol más importante del país.

## Historia
Fue fundado en el año 2007 en la ciudad de Seinäjoki tras la fusión de los equipos TP-Sainäjoki y Sepsi-78, en donde consiguieron el ascenso a la máxima categoría por primera vez en tan solo 6 años de existencia, el máximo logro del club hasta el momento.

## Palmarés
- Veikkausliiga: 1

2015
- Ykkönen: 1

2013
- Copa de Finlandia: 1

2016
- Copa de la Liga de Finlandia: 1

2014

## Participación en competiciones de la UEFA
| Temporada | Torneo                        | Ronda              | Club            | Casa | Visita | Global     |
| --------- | ----------------------------- | ------------------ | --------------- | ---- | ------ | ---------- |
| 2015–16   | UEFA Europa League            | 1.ª Clasificatoria | FH              | 0–1  | 0–1    | 0–2        |
| 2016-17   | UEFA Champions League         | 2.ª Clasificatoria | FC BATE Borisov | 2-2  | 0-2    | 2-4        |
| 2017-18   | UEFA Europa League            | 1.ª Clasificatoria | KR              | 0-0  | 0-2    | 0-2        |
| 2022-23   | UEFA Europa Conference League | 1.ª Clasificatoria | Flora           | 4-2  | 0-1    | 4-3 (t.e.) |
| 2022-23   | UEFA Europa Conference League | 2.ª Clasificatoria | Lillestrom SK   | 0-1  | 2-5    | 2-6        |
| 2025-26   | UEFA Conference League        | 1.ª Clasificatoria | KÍ Klaksvík     | 1-2  | 0-2    | 1-4        |

## Entrenadores
- Tommy Dunne (2008)
- Jari Kujala (2008)
- Esa Haanpää (2009)
- Tomi Kärkkäinen (2010)
- Christoffer Kloo (2011–2012)
- Simo Valakari (2012–?)
- José Manuel Roca Cases (?-2017)[2]
- Brian Page y  Toni Lehtinen (interino- 2017)[3]
- Tommi Kautonen (2017–2018)[3][4]
- Alexei Eremenko (2018–2019)[4]
- Jani Honkavaara (2019-2021)
- Joaquín Gómez Blasco (2022-Actualidad)

## Jugadores

### Altas y bajas 2023-24 (verano)
Altas 
| Jugador | Nacionalidad | Posición | Procedencia  | Tipo | Precio |
| ------- | ------------ | -------- | ------------ | ---- | ------ |
|         | Bandera de ? |          | Bandera de ? |      |        |

Bajas 
| Jugador | Nacionalidad | Posición | Destino      | Tipo | Precio |
| ------- | ------------ | -------- | ------------ | ---- | ------ |
|         | Bandera de ? |          | Bandera de ? |      |        |